# Campionati europei di pattinaggio di velocità 1894
I Campionati europei di pattinaggio di velocità 1894 sono stati la 4ª edizione della manifestazione. Si sono svolti dal 24 al 25 febbraio 1894 a Hamar, in Norvegia.

## Podi

### Uomini
| Evento              | Oro             | Punti      | Argento       | Punti      | Bronzo           | Punti           |
| Allround (dettagli) | Einar Halvorsen | 3 vittorie | Peder Østlund | 1 vittoria | Filippo Petersen | 3 secondi posti |